# Subjektivní teorie hodnoty
Subjektivní teorie hodnoty je teorie hodnoty, která podporuje myšlenku, že hodnota zboží či služby není určena žádnou inherentní vlastností zboží či povahou poskytované služby, ani množstvím práce potřebné k výrobě zboží či poskytnutí služby, ale místo toho je hodnota určena významem, který individuální jedinec klade na zboží a čerpání výhod z koupených služeb pro dosažení svých požadovaných cílů.
Moderní verzi této teorie vytvořili nezávisle a téměř současně William Stanley Jevons, Léon Walras a Carl Menger na konci 19. století.

## Přehled
Podle subjektivní teorie hodnoty lze za předpokladu, že všechny obchody mezi jednotlivci jsou dobrovolné, dojít k závěru, že obě strany obchodu subjektivně vnímají zboží, práci nebo peníze, které dostávají, jako zboží vyšší hodnoty než zboží, práci nebo peníze, které rozdávají.
Teorie subjektivní hodnoty tvrdí, že lze vytvořit hodnotu jednoduše převodem vlastnictví věci na někoho, kdo si ji váží více, aniž by ji nutně upravoval. Pokud se bohatstvím rozumí subjektivní ocenění majetku jednotlivců, mohou dobrovolné obchody zvýšit celkové bohatství ve společnosti.

## Paradox vody a diamantů
Rozvoj subjektivní teorie hodnoty byl částečně motivován potřebou vyřešit hodnotový paradox, který zmátl mnoho klasických ekonomů. Tento paradox, označovaný také deskriptivně jako paradox vody a diamantů. Vznikl, když byla hodnota přisuzována věcem, jako je množství práce, která šla do výroby zboží nebo alternativně k objektivnímu měřítku užitečnosti zboží.
Teorie, že množství práce, které šlo do výroby statku, určovalo jeho hodnotu, se ukázala marná, protože někdo mohl narazit na objev diamantu například na výletě, který by vyžadoval minimální práci, ale přesto diamant by mohl být stále ceněn výše než voda.